# Dammkärr
Dammkärr är en sjö i Åtvidabergs kommun i Småland och ingår i Storåns huvudavrinningsområde.